# Broumovské stěny
Die Broumovské stěny (deutsch Falkengebirge, auch Braunauer Wände; Sterngebirge) ist ein felsiger Bergrücken im Okres Náchod in Tschechien. Er gehört zu den Mittelsudeten, hat eine Fläche von 638 Hektar und ist seit 1956 ein Naturreservat. Das Gebiet befindet sich etwa vier Kilometer westlich der Stadt Broumov. Südöstlich und nordwestlich schließen sich das Heuscheuergebirge und das Waldenburger Bergland an.
Die Felsen bestehen aus Quadersandsteinen der Kreidezeit und bilden eine natürliche Grenze zwischen dem Politzer Land (Policko) und dem Braunauer Becken (Broumovská kotlina). Die Hänge neigen sich leicht abfallend zum Politzer Becken (Polická pánev). Im Nordosten sind die Felsen steil und erreichen eine Höhe von bis zu 300 Metern.

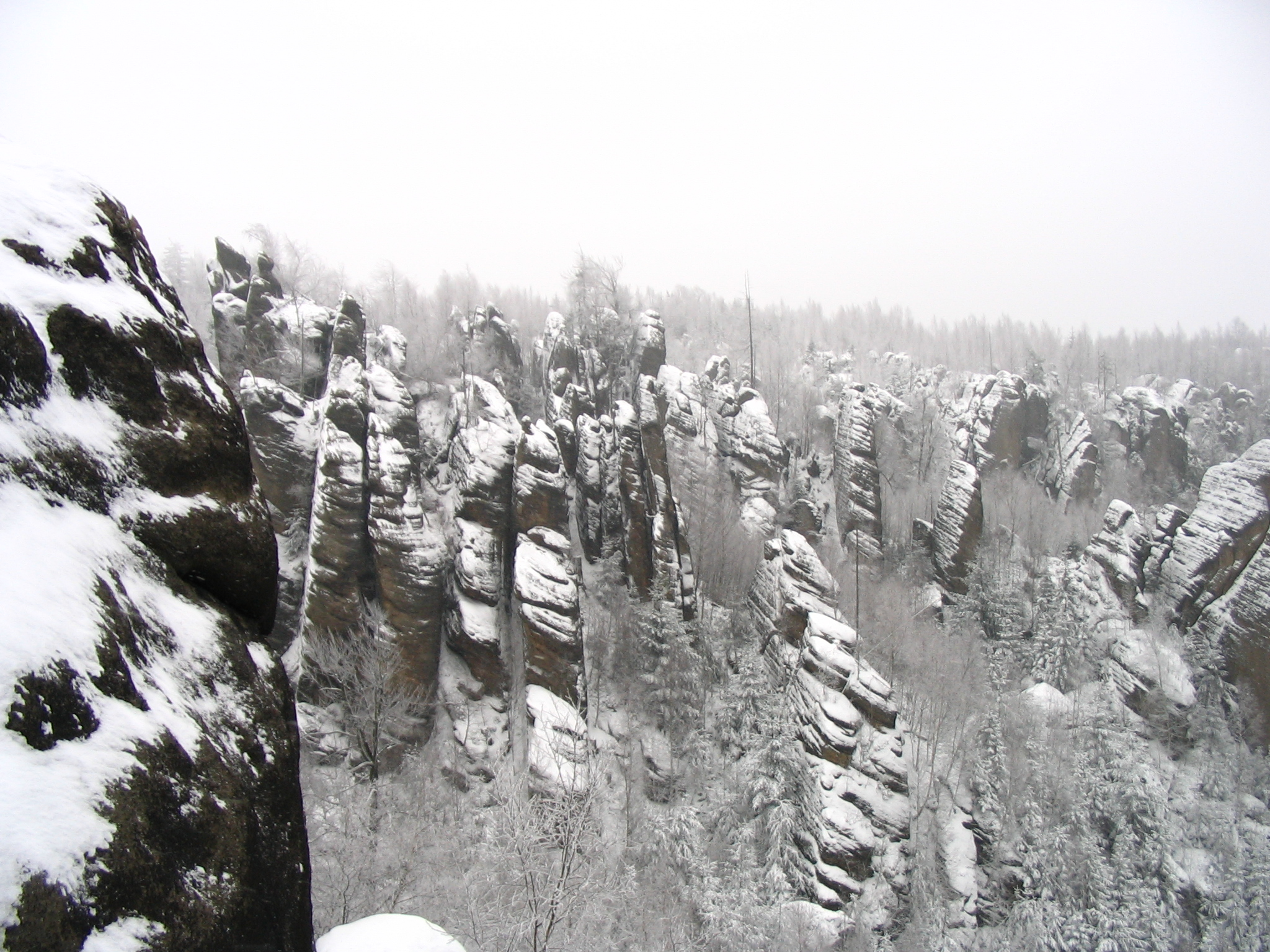
Winterstimmung

## Geographie und Geologie
Die nördliche Hälfte der Broumovské stěny zeigt sich als ein einfacher und enger asymmetrischer Bergrücken, der vom dominierenden Honský špičák (Hutberg, 652 m NN) im Südosten über Strážná hora (688 m NN) und Loučná hora (647 m NN) in eine leicht abfallende Ebene bei Slavný übergeht. In den höchsten Lagen sind die Wände steil und überhängig, manche bis zu fünfzig Meter hoch. Dazwischen befinden sich einige lange Fels-Canons. In einigen Felsblöcken befinden sich auch Höhlen, durch die unterirdische Bäche fließen. Im nordöstlichen Teil sind die Hänge durchbrochen von Schluchten, durch die steilen Wände allerdings nicht so lang wie im Norden selbst. Auch hier befinden sich zahlreiche Höhlen, von denen die Pod Luciferem (Unter dem Luzifer) mit 395 Metern die längste und größte der Region ist. 
Die südliche Hälfte der Felsenlandschaft ab der Gemeinde Slavný bis zum Plateau Machovský kříž (Steinernes Kreuz) im Südosten hat eine anspruchsvollere Morphologie. Durch den Einfluss zahlreicher tektonischer Störungen hat dieses Terrain das Aussehen von weitschweifenden Sandsteinflächen, unterbrochen durch Reliefs. Im Südosten ist die größte Ebene Signál (708 m NN), steil abfallend zur Ebene Židovky und zu den Quellen des Bělský potok. Die Ränder und Oberflächen der Ebenen bilden mannigfaltig gestaltete verwitterte Sandsteinfelsen in Form von Felsstädten.
Die Ebene Božanovský Špičák (Barzdorfer Spitzberg, 773 m NN) ist der höchste Teil des Naturparks. Sie besteht größtenteils aus verwitterten Felsen, die auch durch Gravitationseinflüsse modelliert wurden. Bekannt ist die Ebene durch zahlreiche Felspilze und Felsschüsseln. 
Die letzte strukturelle Ebene ist das Sandstein-Plateau zwischen den Hügeln Velké kupy (Wiesenkoppe, 708 m NN) und Koruny (Ringelkoppe, 769 m NN). Hier befinden sich steile Hänge über der Broumovská kotlina, sowie Höhlen, die teilweise eingestürzt sind.
In petrologisch-tektonischen Zusammenhängen sind die Broumovské stěny ein Teil der Region der Innersudetischen Senke. Der Hauptteil der Felsen stammt aus dem mittleren Turonium (Jizera-Formation), der lithofaziell jedoch zum Böhmischen Kreidebecken gezählt wird. In ihrem südöstlichsten Zipfel zwischen Machov (Machau) und Žďárky (Kleinbrand) treten Sandsteine des unteren Turoniums sowie des noch älteren Cenomaniums (Bílá-Hora-Formation und Peruc-Korycany-Formation) auf. Die sichtbaren Sandsteinfelsen lagern auf Arkosesandsteinen und Konglomeraten des Oberdevons und frühen Perms. Nur stellenweise am westlichen Rand des Gebietes finden sich triassische Sandsteine, die wie die permokarbonischen Schichten ebenfalls der Sedimentabfolge der Innersudetischen Senke angehören.

## Flora
Die Wälder der Broumovské stěny sind reine Mischwälder. Ähnlich wie Adersbach-Weckelsdorfer Felsenstadt sind sie ein weitgefächertes und vegetativ mannigfaltiges Ganzes, oft jedoch mit unterschiedlichem Typus der Vegetation. Ein großer Teil ist mit Buchen bewachsen (Azidophilus) und mit Blumenlandschaften. Vor allem an den steilen Hängen im Nordosten befinden sich zahlreiche Buchenwälder, zum Teil mit sehr alten Bäumen. In den säurehaltigen Böden wachsen vor allem Heidelbeeren (Vaccinium myrtillus), Preiselbeeren (Rhodococcus vitis-idaea), Heidekraut (Calluna vulgaris), in feuchteren Gegenden Schilf (Calamagrostis villosa). In den Schluchten und in den feuchten, steinigen Geröllplätzen kommen Stängelumfassender Knotenfuß (Streptopus amplexifolius), Drudenfuß (Lycopodium annotinum), Tannen-Bärlapp (Huperzia selago) und Schildfarn (Dryopteris expansa) vor. 
Charakteristisch für blühende Buchenwälder sind Schwingel (Festuca altissima), Bingelkraut (Mercurialis perennis), Wiesenlabkraut (Galium odoratum) und Waldgerste (Hordelymus europaeus). Seltener kommen Lilien (Lilium martagon), Zahnwurz (Dentaria enneaphyllos) und Zwiebelzahnwurz (Dentaria bulbifera) vor. An den Felshängen gibt es selten vorkommende Farne (Polystichum aculeatum) und in der Gegend von Quellen Riedgras (Carex pendula). In den Sträuchergebieten wachsen Geißblatt (Lonicera nigra), Faulbeerbaum (Frangula alnus), Seidelbast (Daphne mezereum) und die selten vorkommende Gebirgs-Rose (Rosa pendulina).

## Fauna
Von den in Tschechien insgesamt vorkommenden 54 Säugetieren kommen in dieser Region siebenundzwanzig vor. Eher selten sind Feldmaus (Apodemus agrarius) und Spitzmaus (Sorex alpinus). In der Gegend von Božanov kann man Siebenschläfer (Glis glis) beobachten. Im Naturpark gibt es jedoch auch viel Jagdwild, vor allem Rot- und Schwarzhirsche. In den schwer zugänglichen Schluchten finden Dachs (Meles meles) und Rotfuchs (Vulpes vulpes) sowie weiteres Kleinwild ideale Jagdreviere. Die relativ geringe Störung durch Besucher bietet ein ideales Nisten für die Vögel, zu denen Rabe (Corvus corax) und Uhu (Bubo bubo) sowie Sperlingskauz (Glaucidium passerinum) und Raufußkauz (Aegolius funereus) gehören. 
In den durch Umwelteinflüsse wenig belasteten Blattwäldern leben auch zahlreiche Kleinsttiere.

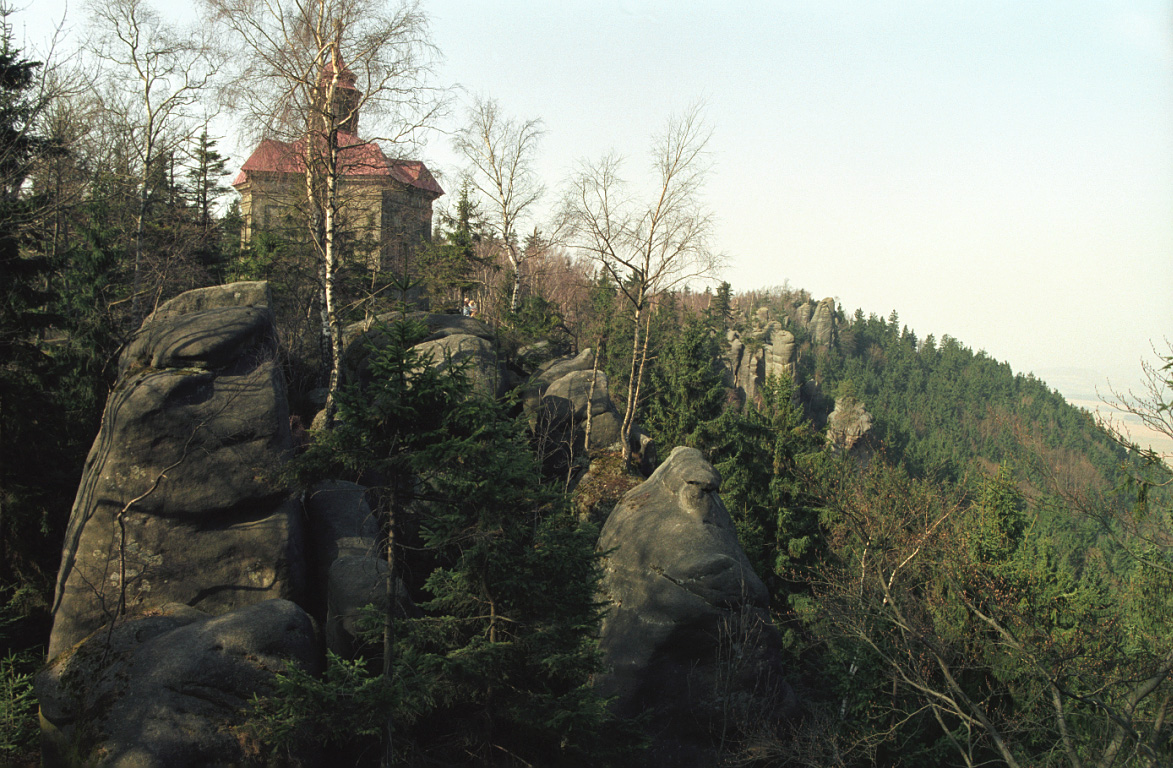

## Tourismus
Das Gebiet ist durch zahlreiche Wanderwege gut erschlossen. Die Hügel bieten eine gute Sicht bis zum Riesengebirge, Adlergebirge, Eulengebirge, Habelschwerdter Gebirge, Glatzer Schneegebirge und Altvatergebirge. 
Durch das Reservat verläuft die Wasserscheide zwischen der Nordsee und der Ostsee.